# نقشه ساموئل دان
نقشهٔ ساموئل دان، یک نقشهٔ عمومی و کلی از جهان (مشتمل بر خشکی و آب) با کشفیات جدید (در زمان خود) به همراه توضیحات مفصل حاشیه‌ای است. این نقشه شامل توضیحات جز به جز از منظومهٔ خورشیدی، زمین و حرکات وضعی و انتقالی آن، ماه و رفتارهای نجومی آن و ستاره‌ها، سیاره‌ها و صور فلکی است. نقشه را ساموئل دان و توماس کیچین در سال ۱۷۹۴ میلادی ترسیم کردند.
در بالای نقشه سمت چپ، لکه‌های سطح خورشید که به وسیلهٔ تلسکوپ دیده شده‌است، ترسیم شده‌است. همچنین در نقشه وضعیت خورشید و دیگر سیاره‌ها و همچنین مدارهای سیاره‌ها با مقیاس و اندازه ترسیم شده‌است.

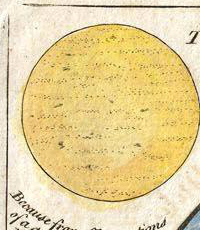
Sun in Samuel Dunn Wall Map of the World

در این قسمت از نقشه، از خسوف و اندازه‌های نجومی آن یاد شده‌است. در نقشه شکل سیاره‌های تیر، زحل و همچنین حلقه‌های زحل که به وسیلهٔ تلسکوپ دیده شده، کشیده شده‌است.
در جدول بالای نقشه سمت چپ (سمت راست نقشهٔ منظومهٔ خورشیدی و سمت چپ نقوش صور فلکی)، ابعاد و اندازه سیاره‌ها و فاصلهٔ آن‌ها از خورشید آمده‌است. در توضیحات پایین جدول که پیش‌زمینهٔ سرخ‌رنگ دارد، این گونه ذکر شده که خورشید مرکز منظومهٔ خورشیدی است و سیاره‌ها در مدارهای بیضی شکل به گرد آن می‌چرخند.

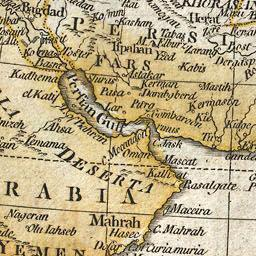
نقشه و نام خلیج فارس در نقشهٔ ساموئل دان

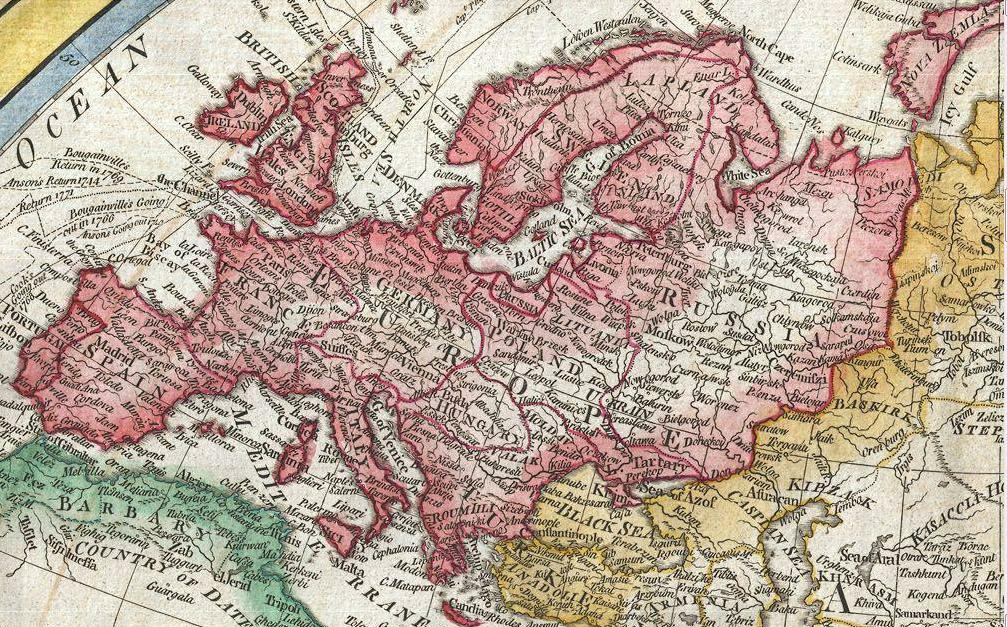
نقشهٔ اروپا در نقشهٔ ساموئل دان

در این نقشه نام خلیج فارس به آشکار آمده‌است.